# Trematocara
Trematocara es un género de peces de la familia Cichlidae y de la orden de los Perciformes. Es endémico del lago Tanganyika en África Oriental.

## Especies
- Trematocara caparti
- Trematocara kufferathi
- Trematocara macrostoma
- Trematocara marginatum
- Trematocara nigrifrons
- Trematocara stigmaticum
- Trematocara unimaculatum
- Trematocara variabile
- Trematocara zebra